# 烟台自立会教堂
烟台自立会教堂，又称烟台西南关教堂，今名烟台市胜利路教堂，位于山东省烟台市芝罘区胜利路134号，是烟台主要的基督教堂之一。
1919年2月12日，原长老会信徒刘滋堂、袁景文、徐宗民等30多人受本色教会运动影响，脱离长老会，创办烟台西南关自立会。1919年8月教堂奠基，到1922年建成。附设有钟鼓楼和福音堂。到1939年信徒增加到300人。
1958年，该堂成为烟台市基督教各派唯一的联合礼拜场所。1966年文革开始，教堂被关闭改作他用。1981年经过修葺重新启用。